# Chico Torino
Chico Torino es una localidad uruguaya del departamento de Colonia.

## Ubicación
La localidad se encuentra situada en la zona sureste del departamento de Colonia, entre los arroyos Sarandí Grande y Sarandí Chico. Se accede por camino vecinal desde las rutas 51 y 52. Dista 4 km de Colonia Valdense.

## Población
Según el censo del año 2011 la localidad contaba con una población de 61 habitantes.
| 34            | 71 | 67 | 61 |
| (Fuente: INE) |    |    |    |